# White Wizzard
White Wizzard ist eine US-amerikanische Heavy-Metal-Band aus Los Angeles, Kalifornien.

## Geschichte
White Wizzard wurden im Sommer 2007 in Los Angeles von Jon Leon als Gegenpol zum Metalcore gegründet, der zu der Zeit die Szene dominierte:
„I saw so many old school metalheads at these summer festivals, but what else is out there? Who else can they look forward to seeing after they leave the show that can really give them the same thrill? They're all still here, but there's nothing in today's scene that moves them anymore - nothing that inspires them. I think we can change that.“
2008 wurde die erste EP veröffentlicht. Zu dieser Zeit wurde auch ein Musikvideo für den Song High Speed GTO produziert. Künstlerische Spannungen führten aber dazu, dass Leon alle damaligen Bandmitglieder feuerte, die danach die Band Holy Grail gründeten.
2008 wurde Leon von Earache Records kontaktiert, die ihm ermöglichten, High Speed GTO auf die Compilation Heavy Metal Killers zu setzen. Davon motiviert, formierte Leon die Band neu.
Die Band tourte in Nordamerika im Januar 2010 mit Korpiklaani, Týr und Swashbuckle. Danach ging im März 2010 nach Großbritannien, zusammen mit Edguy, die Tour begann beim Hammerfest. White Wizzard spielten außerdem beim Keep It True 2010, zusammen mit Candlemass, Tygers of Pan Tang und anderen sowie beim Download-Festival 2010.
Im März 2010 wurden White Wizzard als Best New Artist bei den Metal Hammer Golden Gods Awards 2010 nominiert. Im Juni 2010 wurde bekannt, dass sich die Bandbesetzung massiv verändert hat. Wyatt Anderson und Erik Kluiber haben die Band nach der Tour in England verlassen. Neu sind der Sänger und ehemalige Cellador-Frontmann Michael Gremio und Lewis Stephens als neuer Leadgitarrist.
Zwischenzeitlich erschien 2010 die Download-Single bzw. limitierte 7" Vinyl Single Shooting Star / We Rock. Diese ist die einzige Veröffentlichung auf der Peter Ellis als Sänger zu hören ist, bevor Wyatt Anderson schließlich für die Aufnahme zum Flying Tigers Album zur Band zurückkehrte. Die Single sowie der Titelsong und die Coverversion auf der B-Seite sind ein Tribut an den kurz zuvor verstorbenen Sänger Ronnie James Dio. Alle Erlöse wurden daher an die Wohltätigkeitsorganisation "Children of the Night" gestiftet.
Nachdem bereits 2012 der Song Torpedo Of Truth auf YouTube veröffentlicht wurde, erschien am 31. Mai 2013 das neue Album The Devil's Cut. Hierauf zu hören sind der neue Sänger Joseph Michael sowie die beiden Gitarristen Jake Dreyer und Will Wallner.

## Musikstil
White Wizzard spielen einen sehr traditionellen Heavy Metal, im Stil von Bands der 1980er-Jahre wie Iron Maiden, Judas Priest und Dio.

## Diskografie
- White Wizzard (2008, EP)
- High Speed GTO (2009, EP)
- Over the Top (2010)
- Shooting Star / We Rock (2010, 7" Vinyl Single)
- Flying Tigers (2011)
- The Devil's Cut (2013)
- Infernal Overdrive (2018)